# 10049 Vorovich
10049 Vorovich
10049 Vorovich là một tiểu hành tinh vành đai chính với chu kỳ quỹ đạo là 2002.2974138 ngày (5.48 năm).
Nó được phát hiện ngày 3 tháng 10 năm 1986.
Nó được đặt theo tên Iosif Izrailevich Vorovich, a Russian nhà toán học.